# Christopher Jackson
Pour les articles homonymes, voir Jackson et Chris Jackson (homonymie).
Christopher Donald Jackson (Halifax, 27 juillet 1948 - Montréal, 25 septembre 2015) est un organiste, claveciniste et chef de chœur canadien.

## Biographie
Christopher Jackson est né à Halifax, premier fils d'un père pasteur baptiste. Il aura deux frères cadets, Timothy Jackson et Peter Jackson. Leur mère dirige une chorale d'église , joue à l'orgue et au piano. Très jeune, Christopher Jackson fait l'apprentissage du piano avec sa mère, tout en jouant à l'orgue pour les célébrations religieuses. Les parents étant très engagés au sein de la communauté chrétienne dont ils ont la charge, laisseront la grand-mère maternelle veiller souvent sur leurs enfants.
La famille est toutefois régulièrement mutée pour répondre aux besoins des communautés baptistes où le père pasteur est sollicité à travers la Nouvelle Écosse et le Nouveau Brunswick, ce qui permet à Christopher Jackson de découvrir de nouveaux orgues.
C'est en 1966 que Christopher Jackson quittera le nid familial pour venir s'établir à Montréal, y apprendre la langue française tout en poursuivant ses études d'organiste au Conservatoire de Musique de Montréal, sous la tutelle de Bernard Lagacé. En 1974, avec ses collègues Réjean Poirier et Hélène Dugal, il fonde le « Studio de Musique Ancienne de Montréal », le SMAM : un ensemble qui se consacre aux musiques anciennes, sacrées et profanes, antérieures à 1750.
Christopher Jackson aura une brillante carrière de plus de 40 ans, tant comme chef et directeur artistique de son ensemble, qu'en tant que Doyen et Pédagogue à l'Université Concordia. Parallèlement, il restera engagé en tant qu'organiste, claveciniste, et consultant pour le Patrimoine Religieux du Québec.
En 2014, il célèbre le 40e anniversaire de son groupe par la production de Spem in Allium, motet à 40 voix de Thomas Tallis, produit en collaboration avec le Trinity Wall Street de New York.
C'est en mai 2015 que la santé de Christopher Jackson se dégrade de façon significative, et à la suite d'une série de tests, il reçoit le diagnostic du cancer du poumon droit déjà avancé, qui l'emportera quatre mois plus tard, soit, le 25 septembre 2015, à 67 ans, la veille de son année sabbatique prévue à Rome, où il devait se rendre pour réveiller les partitions de compositeurs italiens méconnus.
Deux jours après son décès, le concert du Studio de Musique Ancienne de Montréal lui est dédié.
Il est inhumé et une cérémonie funéraire a lieu au Grand Séminaire de Montréal, là où il a été organiste.
Contexte historique et religieux :
Les années 1970 sont des années de mutations importantes au Québec sous la Révolution Tranquille - l’après-concile Vatican II.
Christopher Jackson est attiré par les joyaux à préserver, et porté vers tout ce qui entoure la musique sacrée, la préservation du patrimoine et de son histoire.
En tant que fils de pasteur baptiste, après une éducation marquée par les rituels, Christopher Jackson développe par la suite un intérêt pour la liturgie anglicane où la musique ancienne trouve sa place, tout en suivant de près les changements que vit l’Église Catholique.

## Études
Diplômé de l'École de musique Vincent-d'Indy et du Conservatoire de musique de Montréal, il compté parmi ses professeurs Françoise Aubut et Bernard Lagacé (orgue), Jean-François Sénart (direction chorale), et Gilles Tremblay.
C’est en 1975 qu’il obtiendra son premier prix en orgue.

## Le Studio de Musique Ancienne de Montréal
En 1974, Christopher Jackson co-fonde le Studio de Musique Ancienne de Montréal (le SMAM), avec Régean Poirier et Hélène Dugal.
Il s'agit d'un groupe de musique ancienne qui se dédie aux répertoires de musiques antérieures à 1750, et qui trouve rapidement un public enthousiaste.
De 1988 à 2015, il en devient l'unique directeur artistique.
Les concerts du SMAM ont souvent été produits à l'Église St-Léon de Westmount, et enregistrés par CBC ou Radio Canada.
Le SMAM se produit aussi en Europe et au Carnegie Hall New York en 2013.
Le SMAM compte plus d’une vingtaine d’enregistrements, plusieurs sous étiquette ATMA, produits en collaboration avec Johanne Goyette.
Parmi les compositeurs favoris de Christopher Jackson, mentionnons: Bach, Palestrina,  Lassus, Thallis, Gombert, Gesualdo, Monteverdi, Gabrieli, Ugolini, Benevoli,Victoria, Cardoso, Morales, de Wert.
Bourses et Subventions :
Au cours des ans, le Studio de Musique Ancienne de Montréal a pu subsister en partie par l'octroi de bourses de soutien des organismes suivants :
- Conseil des Arts du Canada
- Ministère de la Culture et des communications du Québec
- Conseils des Arts et Lettres du Québec
- Ministères des Affaires Culturelles du Québec  et autres donateurs privés

## Instrumentiste

### Organiste
Il se produit au Grand Séminaire de Montréal, à l'Église Notre Dame, à la Cathédrale Marie Reine du Monde, à la Salle Redpath de l'Université McGill, à l'Église St-Gilbert de Montréal, à la Cathédrale de Trois-Rivière, à l'église Notre Dame de Paspebiac, à la United Baptiste Church de Bedford en Nouvelle-Écosse, à Plymounth Trinity United Church de Sherbrooke, à Acadia University de Wolfville, à l'Église du Très Saint Nom de Jésus à Montréal, à l'église Queen Mary Road United Church, à St Goerge's Church, à l'église St Marc de Rosemond, All Saint's Cathedral, Halifax, à l'Église Bonaventure, Mtl, à St John Évangelist Church, Mtl, United hurch, Wolfville.

### Claveciniste
Il paraît dans des concerts de l'OSM, de l'ensemble de Musique de Chambre de McGill, pour l'orchestre Pro Arto, pour l'ensemble Cecilien de Vancouver, pour le Complesso d'Utrecht en Hollande, pour Musica Secreta et l'Ensemble Karl Philippe.
Il se produit en concert avec les solistes vocaux tels Nigel Rogers, Emma Kirkby, Lucy Van Dael, Anner Bylsma, Max van Egmond, Daniel Taylor et James Bowman.

## Influences
Nikolaus Harnoncourt, David Willcocks, Gustav Leonhardt, Philippe Herreweghe, Jordi Savall, Peter Philips

### Collègues
Bernard Têtu, Alain Paquier, Suzie Leblanc, Daniel Taylor, Nigel Rogers, Emma Kirkby, Lucy Van Dael, Anner Bylsma, Max van Egmond, Nancy Argenta, James Bowman, Margaret Little, Susie Napper, Matthias Maute, Hélène Plouffe, Chloe Meyers, Réjean Poirier, Dom André Laberge, Julian Wachner.
Nombreux chanteurs ont été engagés par le Studio de Musique Ancienne au fil des ans.  Pour en citer quelques-uns, piliers du SMAM : Marie-Claude Arpin, Marie Magistry, Josée Lalonde, Jean-Sébastien Allaire, Nils Brown, Normand Richard, Martin Auclair, Michiel Schrey, Yves Saint-Amant.

## Postes académique
Dès 1977, il est engagé pour enseigner à l'Université Concordia.
Il y donne les cours de formation auditive, d'histoire de la musique, et y produit un ensemble de musiques anciennes.
De 2006-2011, il détient le poste de Directeur du Diplôme d'études supérieures en performance musicale.
Il est aussi chargé de cours pour des ensembles de musiques anciennes à l'Université McGill, ainsi que professeur pour l'Académie de Musique Ancienne au Centre d'arts Orford.
Il s'engage en tant que chef spécialiste des sessions de musiques anciennes au centre Canadien pour les amateurs de musiques, CAMMAC.

## Postes administratifs
- 2006-2011 : Directeur du projet de conversion de l'ancien Couvent des Sœurs Grises en un lieu de convergence pour les artistes.
- 2001-2002 : Directeur Intérim pour Hexagram. (le Réseau International de Recherche et de Création en Arts Médiatiques, Design, Technologie et Culture Numérique)
- 1994-2005 : Doyen de la Faculté des Beaux Arts à l'Université Concordia
- 1991-1993 : Administration du Département d'Art Thérapie à l'Université Concordia
- 1983-1988 : Directeur du Département de Musique à l'Université Concordia

## Consultant pour le Patrimoine Religieux du Québec
Toujours curieux de la mécanique de cet instrument qu'il joue depuis son enfance et passionné de menuiserie, Christopher Jackson s'intéresse tout particulièrement à la Facture d'orgue : à la conception, la fabrication et la restauration des instruments.
Il devient consultant expert pour le Patrimoine Religieux du Québec, relatant l’état des orgues d'églises à travers le Québec, ainsi que leurs besoins de restauration. Il établit une étroite collaboration avec les ateliers Jujet Sinclair.
Il poursuit aussi des recherches et investigation sur un des principaux facteurs d'orgues au Québec qui le fascine, Louis Mitchell.

### Instruments évalués
Église Très St-Nom de Jésus (Montréal), St-Andrew's Presbytérien Church, (Sherbrooke) St-Narcisse, St-Paul de Grand-mère, Notre-Dame de Lévis, St-Antoine de Padoue (Longueil), St-Paul's Anglican Church (St-Paul d'Abbottsford), Ste-Monique (Nicolet), Cathédrale St-Jean l'Évangéliste (St-Jean sur Richelieu), Anglican Church (Clarenceville), St-Jean Baptiste,(Québec), St-Sauveur (Québec), St-Ephrem de Beauce, St-Élie d'Orford, St-François Xavier de Brompton, St-James United Church (Montreal), St-Paul (Windsor), Cathédrale Notre-Dame, (Québec), Église Holy Trinity (Québec), Église Notre-Dame de Grâce (Montréal), Église St-Enfant-Jésus du Mile End (Montréal), Basilique Notre-Dame de Québec, Église Ste-Thérèse d'Avila, (Ste Thérèse), Église Chalmers Wesley United Church, (Québec), Église St-Michel de Bellechasse (Québec), Église St-Antoine de l'ïle-aux-grues.

## Jurys et services à la communauté
- 2011: Membre du Jury pour le Festival International du Film sur l'art (FIFA)
- 2006: Membre du Jury pour le Concours de Musique du Canada
- 2006: Membre du Jury pour la Compétition Choral de CBC
- 2003: Co-directeur artistique du Festival Bach de Montréal
- 2003-2005: Membre du Jury pour le Conseil des Arts et des Lettres du Québec
- 1999: Membre du Conseil d'administration pour l'Institut de Design de Montréal
- 1998-2001: Consultant pour le Conseil supérieur de l'éducation
- 1998-1999 : Consultant pour le Comité des recherches, Fédération québécoise des professeures et professeurs d'université (FQPPU)
- 1997-2002: Membre du comité éducatif au centre Saidye Bronfman
- 1997-2003: Membre du club des Ambassadeurs international de Montréal
- 1997-1998: Consultant pour la Commission des Universités sur les programmes de musique
- 1996-2005: Consultant pour la Fondation du Patrimoine Religieux du Québec, Comité des orgues
- 1994 : Partenaire pour la Conférence sur le congrès international pour les Directeurs des Facultés de Beaux Arts.
- 1993 : Consultant pour le Comité directeur élargi du comité d'expérimentation en Arts et Lettres, CLESEC
- 1987-2015: Consultant pour le sous comité des Orgues, comité d'Architecture et d'Art Sacré, Diocèse de Montréal
- 1984-1988: Consultant pour le Comité de Musique, Fonds FCAR
- 1980: Consultant pour le Comité de révision des structures d'accueil en musique, Direction Générale de l'Éducation Collégiale, Ministère de l'Éducation.

## Honneurs et distinctions
- 1999: Docteur Honoris Causa en Lettres sacrées, Université de Sudbury.
- 2009: Société royale du Canada

## Discographie
- 1979: Orgue Historique de Frelighsburg (Radio Canada)
- 1981: SCHUTZ: Historia Der Geburt Jesu Christia REM
- 1993: BIBER: musique pour les Vêpres, REM (France)
- 1995: Carissimi, Jonas, Jephté – Marc-Antoine Charpentier, Le Reniement de Saint Pierre H.424 (Histoires Sacrées), Analekta
- 1995: Le Chant de la Jérusalem des Terres Froides, K617
- 1995: Henry Demarest, Quatre Motets Lorrains, K617 (France)
- 1997: Palestrina Missa Ut-Re-Mi-Fa-Sol-La, Analekta
- 1999: L’Harmonie des Sphères, (Gabrieli, Monteverdi), CBC Records
- 2001: Montréal et les Indiens Abénakis (ATMA)
- 2003: Lost is my Quiet, ATMA
- 2003: Lieux Sacrés (Gabrieli et Monteverdi), CBC Records
- 2003: Puer Natus Est- Œuvres de Gabrieli ATMA
- 2004: Arvo Part Stabat Mater, ATMA
- 2005: Fruits de la Passion, ATMA
- 2005: Marc-Antoine Charpentier, Motets pour la Semaine Sainte, H.228, H.229, H.230, Messe à quatre Chœurs H.4. SACD ATMA baroque
- 2007: Rise o My Soul: Bull Byrd, Gibbons, Simmes, Tomkins, Ward, ATMA
- 2007: James Bowman, Daniel, Taylor, Purcell odes, BIS
- 2007: Roma Triumphans, ATMA
- 2010: Orlando di Lasso: Lagrime di San Pietro, ATMA
- 2011: Musica Vaticana, ATMA
- 2013: Spendore a Venezia, ATMA
- 2014: Terra Tremuit, ATMA

## Vidéos
- 1981 . Histoires Sacrées" Les productions Extra-visuelles (SMAM)
- 1997 : Handel : Messie (SMAM)
- Bach: Passion selon St Jean de JS Bach, (pour Jack Mac Andrew), (SMAM)

- (en) Cet article est partiellement ou en totalité issu de l’article de Wikipédia en anglais intitulé « Christopher Jackson (keyboardist) » (voir la liste des auteurs).